# Oledo

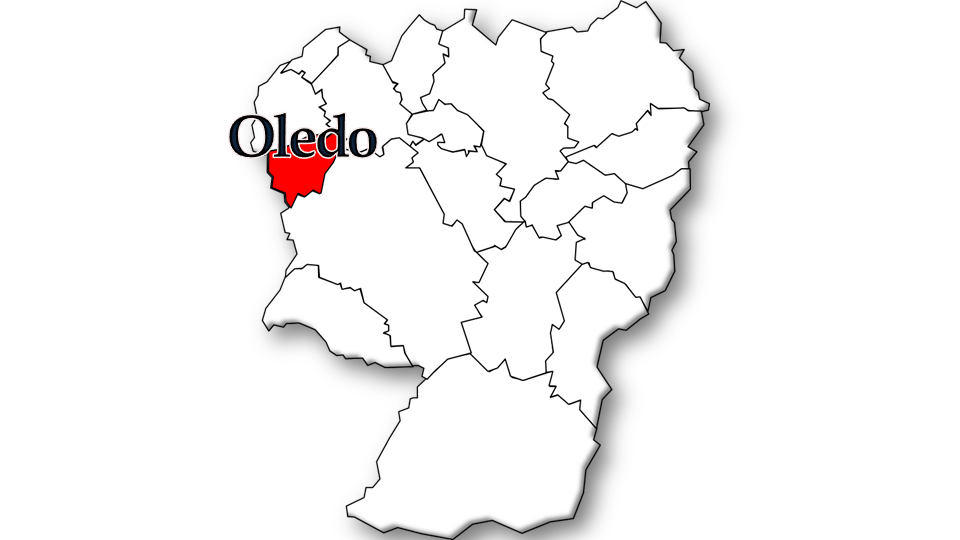
Localização da Freguesia de Oledo no Município de Idanha-a-Nova

Oledo, ou Olêdo, é uma povoação portuguesa sede da Freguesia de Oledo do Município de Idanha-a-Nova, freguesia com 27,67 km² de área e 284 habitantes (censo de 2021), tendo, por isso, uma densidade populacional de 10,3 hab./km².
A aldeia de Oledo situa-se a apenas 7 km de Idanha-a-Nova, a 25 km da capital do distrito, Castelo Branco e a pouco mais de 30 km de Espanha.

## Demografia
A população registada nos censos foi:
| Distribuição da População por Grupos Etários | Distribuição da População por Grupos Etários | Distribuição da População por Grupos Etários | Distribuição da População por Grupos Etários | Distribuição da População por Grupos Etários |
| -------------------------------------------- | -------------------------------------------- | -------------------------------------------- | -------------------------------------------- | -------------------------------------------- |
| Ano                                          | 0-14 Anos                                    | 15-24 Anos                                   | 25-64 Anos                                   | > 65 Anos                                    |
| 2001                                         | 42                                           | 41                                           | 167                                          | 235                                          |
| 2011                                         | 30                                           | 23                                           | 147                                          | 155                                          |
| 2021                                         | 17                                           | 14                                           | 120                                          | 133                                          |

## Património
- Igreja de S. Pedro (matriz)
- Capela e Fontanário do Espírito Santo
- Casa brasonada
- Edifício da escola primária
- Cruzeiro
- Ponte e villa romana de Barros[5][6]

## Coletividades
- Associação de Caçadores de Oledo
- Associação Desportiva e Recreativa de Oledo